# Liste der olympischen Medaillengewinner aus Neuseeland
Die Liste der olympischen Medaillengewinner aus Neuseeland enthält alle Sportler aus Neuseeland, die bei Olympischen Spielen eine Medaille gewinnen konnten. Das New Zealand Olympic Committee wurde 1911 gegründet und 1919 vom IOC aufgenommen. Seit 1920 nimmt Neuseeland an Olympischen Spielen teil. 1908 und 1912 wurden neuseeländische Sportler als Teil der ehemaligen Mannschaft Australasiens zu den Spielen entsendet.

## Medaillenbilanz
Bislang konnten neuseeländische Sportler 163 olympische Medaillen erringen (65 × Gold, 42 × Silber und 56 × Bronze). 1992 errang mit Annelise Coberger erstmals eine Sportlerin von der südlichen Halbkugel eine Medaille bei den Winterspielen.
| Neuseeland bei den Olympischen Sommerspielen                                        | Neuseeland bei den Olympischen Sommerspielen | Neuseeland bei den Olympischen Sommerspielen | Neuseeland bei den Olympischen Sommerspielen | Neuseeland bei den Olympischen Sommerspielen | Neuseeland bei den Olympischen Sommerspielen |      | Neuseeland bei den Olympischen Winterspielen | Neuseeland bei den Olympischen Winterspielen | Neuseeland bei den Olympischen Winterspielen | Neuseeland bei den Olympischen Winterspielen | Neuseeland bei den Olympischen Winterspielen | Neuseeland bei den Olympischen Winterspielen |
| Jahr                                                                                | Gold                                         | Silber                                       | Bronze                                       | Gesamt                                       | Rang                                         | Jahr | Gold                                         | Silber                                       | Bronze                                       | Gesamt                                       | Rang                                         |                                              |
| 1920                                                                                | 0                                            | 0                                            | 1                                            | 1                                            | 22                                           |      |                                              |                                              |                                              |                                              |                                              |                                              |
| 1924                                                                                | 0                                            | 0                                            | 1                                            | 1                                            | 23                                           |      | 1924                                         | –                                            | –                                            | –                                            | –                                            | –                                            |
| 1928                                                                                | 1                                            | 0                                            | 0                                            | 1                                            | 24                                           |      | 1928                                         | –                                            | –                                            | –                                            | –                                            | –                                            |
| 1932                                                                                | 0                                            | 1                                            | 0                                            | 1                                            | 22                                           |      | 1932                                         | –                                            | –                                            | –                                            | –                                            | –                                            |
| 1936                                                                                | 1                                            | 0                                            | 0                                            | 1                                            | 20                                           |      | 1936                                         | –                                            | –                                            | –                                            | –                                            | –                                            |
| 1948                                                                                | 0                                            | 0                                            | 0                                            | 0                                            |                                              |      | 1948                                         | –                                            | –                                            | –                                            | –                                            | –                                            |
| 1952                                                                                | 1                                            | 0                                            | 2                                            | 3                                            | 24                                           |      | 1952                                         | 0                                            | 0                                            | 0                                            | 0                                            |                                              |
| 1956                                                                                | 2                                            | 0                                            | 0                                            | 2                                            | 16                                           |      | 1956                                         | –                                            | –                                            | –                                            | –                                            | –                                            |
| 1960                                                                                | 2                                            | 0                                            | 1                                            | 3                                            | 14                                           |      | 1960                                         | 0                                            | 0                                            | 0                                            | 0                                            |                                              |
| 1964                                                                                | 3                                            | 0                                            | 2                                            | 5                                            | 12                                           |      | 1964                                         | –                                            | –                                            | –                                            | –                                            | –                                            |
| 1968                                                                                | 1                                            | 0                                            | 2                                            | 3                                            | 27                                           |      | 1968                                         | 0                                            | 0                                            | 0                                            | 0                                            |                                              |
| 1972                                                                                | 1                                            | 1                                            | 1                                            | 3                                            | 23                                           |      | 1972                                         | 0                                            | 0                                            | 0                                            | 0                                            |                                              |
| 1976                                                                                | 2                                            | 1                                            | 1                                            | 4                                            | 18                                           |      | 1976                                         | 0                                            | 0                                            | 0                                            | 0                                            |                                              |
| 1980                                                                                | 0                                            | 0                                            | 0                                            | 0                                            |                                              |      | 1980                                         | 0                                            | 0                                            | 0                                            | 0                                            |                                              |
| 1984                                                                                | 8                                            | 1                                            | 2                                            | 11                                           | 8                                            |      | 1984                                         | 0                                            | 0                                            | 0                                            | 0                                            |                                              |
| 1988                                                                                | 3                                            | 2                                            | 8                                            | 13                                           | 18                                           |      | 1988                                         | 0                                            | 0                                            | 0                                            | 0                                            |                                              |
| 1992                                                                                | 1                                            | 4                                            | 5                                            | 10                                           | 28                                           |      | 1992                                         | 0                                            | 1                                            | 0                                            | 1                                            | 17                                           |
| 1996                                                                                | 3                                            | 2                                            | 1                                            | 6                                            | 26                                           |      | 1994                                         | 0                                            | 0                                            | 0                                            | 0                                            |                                              |
| 2000                                                                                | 1                                            | 0                                            | 3                                            | 4                                            | 45                                           |      | 1998                                         | 0                                            | 0                                            | 0                                            | 0                                            |                                              |
| 2004                                                                                | 3                                            | 2                                            | 0                                            | 5                                            | 24                                           |      | 2002                                         | 0                                            | 0                                            | 0                                            | 0                                            |                                              |
| 2008                                                                                | 3                                            | 2                                            | 4                                            | 9                                            | 25                                           |      | 2006                                         | 0                                            | 0                                            | 0                                            | 0                                            |                                              |
| 2012                                                                                | 6                                            | 2                                            | 5                                            | 13                                           | 15                                           |      | 2010                                         | 0                                            | 0                                            | 0                                            | 0                                            |                                              |
| 2016                                                                                | 4                                            | 9                                            | 5                                            | 18                                           | 19                                           |      | 2014                                         | 0                                            | 0                                            | 0                                            | 0                                            |                                              |
| 2020                                                                                | 7                                            | 6                                            | 7                                            | 20                                           | 13                                           |      | 2018                                         | 0                                            | 0                                            | 2                                            | 2                                            | 26                                           |
| 2024                                                                                | 10                                           | 7                                            | 3                                            | 20                                           | 11                                           |      | 2022                                         | 2                                            | 1                                            | 0                                            | 3                                            | 17                                           |
| Gesamt                                                                              | 63                                           | 40                                           | 54                                           | 157                                          |                                              |      | Gesamt                                       | 2                                            | 2                                            | 2                                            | 6                                            |                                              |
| \| \| Gold \| Silber \| Bronze \| Gesamt \| \| Ges. S+W \| 65 \| 42 \| 56 \| 163 \| |                                              |                                              |                                              |                                              |                                              |      |                                              |                                              |                                              |                                              |                                              |                                              |
|                                                                                     | Gold                                         | Silber                                       | Bronze                                       | Gesamt                                       |                                              |      |                                              |                                              |                                              |                                              |                                              |                                              |
| Ges. S+W                                                                            | 65                                           | 42                                           | 56                                           | 163                                          |                                              |      |                                              |                                              |                                              |                                              |                                              |                                              |

## Medaillengewinner

### A
- Paul Ackerley – Hockey (1-0-0)
Montreal 1976: Gold, Männer
- Valerie Adams – Leichtathletik (2-1-1)
Peking 2008: Gold, Kugelstoßen Frauen
London 2012: Gold, Kugelstoßen Frauen
Rio de Janeiro 2016: Silber, Kugelstoßen Frauen
Tokio 2020: Bronze, Kugelstoßen Frauen
- Jo Aleh – Segeln (1–1–0)
London 2012: Gold, 470er Frauen
Rio de Janeiro 2016: Silber, 470er Frauen
- Gary Anderson – Radsport (0-0-1)
Barcelona 1992: Bronze, 4000 m Einerverfolgung Männer
- Ellesse Andrews – Radsport (2-2-0)
Tokio 2020: Silber, Keirin Frauen
Paris 2024: Gold, Keirin Frauen
Paris 2024: Gold, Sprint Frauen
Paris 2024: Silber, Teamsprint Frauen
- Jeffrey Archibald – Hockey (1-0-0)
Montreal 1976: Gold, Männer
- Tom Ashley – Segeln (1-0-0)
Peking 2008: Gold, Windsurfen RS:X Männer

### B
- Kurt Baker – Rugby (0-1-0)
Tokio 2020: Silber, Männer
- Shakira Baker – Rugby (0–1–0)
Rio de Janeiro 2016: Silber, Frauen
- Ian Ballinger – Schießen (0-0-1)
Mexiko-Stadt 1968: Bronze, Kleinkaliber liegend Männer
- Kevin Barry – Boxen (0-1-0)
Los Angeles 1984: Silber, Halbschwergewicht Männer
- Genevieve Behrent – Rudern (0–1–0)
Rio de Janeiro 2016: Silber, Zweier ohne Steuerfrau
- Andrew Bennie – Reiten (0-0-1)
Seoul 1988: Bronze, Vielseitigkeit Team
- Kelsey Bevan – Rudern (0-1-0)
Tokio 2020: Silber, Achter Frauen
- Sam Bewley – Radsport (0-0-2)
Peking 2008: Bronze, Teamverfolgung Männer
London 2012: Bronze, Teamverfolgung Männer
- Andrew Bird – Rudern (0-0-1)
Seoul 1988: Bronze, Vierer mit Steuermann
- Michaela Blyde – Rugby (2-0-0)
Tokio 2020: Gold, Frauen
Paris 2024: Gold, Frauen
- Hamish Bond – Rudern (3-0-0)
London 2012: Gold, Zweier ohne Steuermann
Rio de Janeiro 2016: Gold, Zweier ohne Steuermann
Tokio 2020: Gold, Achter Männer
- Arthur Borren – Hockey (1-0-0)
Montreal 1976: Gold, Männer
- Sam Bosworth – Rudern (1-0-0)
Tokio 2020: Gold, Achter Männer
- Bryony Botha – Radsport (0-1-0)
Paris 2024: Silber, Teamverfolgung Frauen
- Michael Brake – Rudern (1-0-0)
Tokio 2020: Gold, Achter Männer
- Grant Bramwell – Kanu (1-0-0)
Los Angeles 1984: Gold, Vierer-Kajak 1000 m Männer
- Kelly Brazier – Rugby (1-1-0)
Rio de Janeiro 2016: Silber, Frauen
Tokio 2020: Gold, Frauen
- Olivia Brett – Kanuslalom (1-0-0)
Paris 2024: Gold, Vierer-Kajak 500 m Frauen
- George Bridgewater – Rudern (0-0-1)
Peking 2008: Bronze, Zweier ohne Steuermann
- Gayle Broughton – Rugby (1-1-0)
Rio de Janeiro 2016: Silber, Frauen
Tokio 2020: Gold, Frauen
- Peter Burling – Segeln (1–2–0)
London 2012: Silber, 49er Männer
Rio de Janeiro 2016: Gold, 49er Männer
Tokio 2020: Silber, 49er Männer
- Finn Butcher – Kanuslalom (1-0-0)
Paris 2024: Gold, Einer-Kajak-Cross Männer

### C
- Lisa Carrington – Kanu (8–0–1)
London 2012: Gold, Einer-Kajak 200 m Frauen
Rio de Janeiro 2016: Gold, Einer-Kajak 200 m Frauen
Rio de Janeiro 2016: Bronze, Einer-Kajak 500 m Frauen
Tokio 2020: Gold, Einer-Kajak 200 m Frauen
Tokio 2020: Gold, Einer-Kajak 500 m Frauen
Tokio 2020: Gold, Zweier-Kajak 500 m Frauen
Paris 2024: Gold, Vierer-Kajak 500 m Frauen
Paris 2024: Gold, Zweier-Kajak 500 m Frauen
Paris 2024: Gold, Einer-Kajak 500 m Frauen
- Hamish Carter – Triathlon (1-0-0)
Athen 2004: Gold, Männer
- Marise Chamberlain – Leichtathletik (0-0-1)
Tokio 1964: Bronze, 800 m Frauen
- Alan Chesney – Hockey (1-0-0)
Montreal 1976: Gold, Männer
- John Christensen – Hockey (1-0-0)
Montreal 1976: Gold, Männer
- Sally Clark – Reiten (0-1-0)
Atlanta 1996: Silber, Vielseitigkeit Einzel
- Annelise Coberger – Ski Alpin (0-1-0)
Albertville 1992: Silber, Slalom Frauen
- Nathan Cohen – Rudern (1-0-0)
London 2012: Gold, Doppelzweier Männer
- Trevor Coker – Rudern (1-0-1)
München 1972: Gold, Achter Männer
Montreal 1976: Bronze, Achter Männer
- Warren Cole – Rudern (1-0-0)
Mexico-Stadt 1968: Gold, Vierer mit Steuermann
- Dylan Collier – Rugby (0-1-0)
Tokio 2020: Silber, Männer
- Ross Collinge – Rudern (1-1-0)
Mexico-Stadt 1968: Gold, Vierer mit Steuermann
München 1972: Silber, Vierer ohne Steuermann
- Russell Coutts – Segeln (1-0-0)
Los Angeles 1984: Gold, Finn-Dinghy Männer
- Donald Cowie – Segeln (0-1-0)
Barcelona 1992: Silber, Starboot
- Jack Cropp – Segeln (1-0-0)
Melbourne 1956: Gold, Sharpie Männer
- Scott Curry – Rugby (0-1-0)
Tokio 2020: Silber, Männer
- John Cutler – Segeln (0-0-1)
Seoul 1988: Bronze, Finn Dinghy Männer

### D
- Marcus Daniell – Tennis (0-0-1)
Tokio 2020: Bronze, Doppel Männer
- John Davies – Leichtathletik (0-0-1)
Tokio 1964: Bronze, 1500 m Männer
- Rod Davis – Segeln (0-1-0)
Barcelona 1992: Silber, Starboot
- Edward Dawkins – Radsport (0-1-0)
Rio de Janeiro 2016: Silber, Teamsprint Männer
- Erica Dawson – Segeln (0-0-1)
Paris 2024: Bronze, Nacra 17 Mixed
- Gregory Dayman – Hockey (1-0-0)
Montreal 1976: Gold, Männer
- Simon Dickie – Rudern (2-0-1)
Mexiko-Stadt 1968: Gold, Vierer mit Steuermann
München 1972: Gold, Achter Männer
Montreal 1976: Bronze, Achter Männer
- Sam Dickson – Rugby (0-1-0)
Tokio 2020: Silber, Männer
- Peter Dignan – Rudern (0-0-1)
Montreal 1976: Bronze, Achter Männer
- Rod Dixon – Leichtathletik (0-0-1)
München 1972: Bronze, 1500 m Männer
- Bevan Docherty – Triathlon (0-1-1)
Athen 2004: Silber, Männer
Peking 2008: Bronze, Männer
- Mahé Drysdale – Rudern (2-0-1)
Peking 2008: Bronze, Einer Männer
Peking 2012: Gold, Einer Männer
Rio de Janeiro 2016: Gold, Einer Männer
- Emma Dyke – Rudern (0-1-0)
Tokio 2020: Silber, Achter Frauen

### E
- Athol Earl – Rudern (1-0-1)
München 1972: Gold, Achter Männer
Montreal 1976: Bronze, Achter Männer
- Leslie Egnot – Segeln (0-1-0)
Barcelona 1992: Silber, 470er Frauen
- Caroline Evers-Swindell – Rudern (2-0-0)
Athen 2004: Gold, Doppelzweier Frauen
Peking 2008: Gold, Doppelzweier Frauen
- Georgina Evers-Swindell – Rudern (2-0-0)
Athen 2004: Gold, Doppelzweier Frauen
Peking 2008: Gold, Doppelzweier Frauen

### F
- Ian Ferguson – Kanu (4-1-0)
Los Angeles 1984: Gold, Einer-Kajak 500 m Männer
Los Angeles 1984: Gold, Zweier-Kajak 500 m Männer
Los Angeles 1984: Gold, Vierer-Kajak 1000 m Männer
Seoul 1988: Gold, Zweier-Kajak 500 m Männer
Seoul 1988: Silber, Zweier-Kajak 1000 m Männer
- Theresa Fitzpatrick – Rugby (2-1-0)
Rio de Janeiro 2016: Silber, Frauen
Tokio 2020: Gold, Frauen
Paris 2024: Gold, Frauen
- Ben Fouhy – Kanu (0-1-0)
Athen 2004: Silber, Einer-Kajak 1000 m Männer
- Brooke Francis – Rudern (1-1-0)
Tokio 2020: Silber, Doppelzweier Frauen
Paris 2024: Gold, Doppelzweier Frauen
- Shaane Fulton – Radsport (0-1-0)
Paris 2024: Silber, Teamsprint Frauen

### G
- Aaron Gate – Radsport (0–0–1)
London 2012: Bronze, Männer
- Jackie Gowler – Rudern (0-1-1)
Tokio 2020: Silber, Achter Frauen
Paris 2024: Bronze, Vierer ohne Steuerfrau
- Kerri Gowler – Rudern (1-1-1)
Tokio 2020: Gold, Zweier ohne Steuerfrau
Tokio 2020: Silber, Achter Frauen
Paris 2024: Bronze, Vierer ohne Steuerfrau
- Ella Greenslade – Rudern (0-1-0)
Tokio 2020: Silber, Achter Frauen

### H
- Darcy Hadfield – Rudern (0-0-1)
Antwerpen 1920: Bronze, Einer Männer
- Juliette Haigh – Rudern (0-0-1)
London 2012: Bronze, Zweier ohne Steuerfrau
- Murray Halberg – Leichtathletik (1-0-0)
Rom 1960: Gold, 5000 m Männer
- Lynley Hannen – Rudern (0-0-1)
Seoul 1988: Bronze, Zweier ohne Steuerfrau
- Sarah Hirini – Rugby (2-1-0)
Rio de Janeiro 2016: Silber, Frauen
Tokio 2020: Gold, Frauen
Paris 2024: Gold, Frauen
- John Holland – Leichtathletik (0-0-1)
Helsinki 1952: Bronze, 400 m Hürden Männer
- Brett Hollister – Rudern (0-0-1)
Los Angeles 1984: Gold, Vierer mit Steuermann
- Alicia Hoskin – Kanuslalom (2-0-0)
Paris 2024: Gold, Vierer-Kajak 500 m Frauen
Paris 2024: Gold, Zweier-Kajak 500 m Frauen
- Jazmin Hotham – Rugby (1-0-0)
Paris 2024: Gold, Frauen
- John Hunter – Rudern (1-0-0)
München 1972: Gold, Achter Männer
- Tony Hurt – Rudern (1-0-1)
München 1972: Gold, Achter Männer
Montreal 1976: Bronze, Achter Männer

### I
- Tony Ineson – Hockey (1-0-0)
Montreal 1976: Gold, Männer

### J
- Vaughn Jefferis – Reiten (0-0-1)
Atlanta 1996: Bronze, Vielseitigkeit Team
- Gregory Johnston – Rudern (0-0-1)
Seoul 1988: Bronze, Vierer mit Steuermann
- Luuka Jones – Kanuslalom (0–1–0)
Rio de Janeiro 2016: Silber, Einer-Kajak Frauen
- Dick Joyce – Rudern (2-0-0)
Mexiko-Stadt 1968: Gold, Vierer mit Steuermann
München 1972: Bronze, Achter Männer

### K
- Shiray Kaka – Rugby (1-0-0)
Tokio 2020: Gold, Frauen
- Barbara Kendall – Segeln (1-1-1)
Barcelona 1992: Gold, Windsurfen Frauen
Atlanta 1996: Silber, Windsurfen Frauen
Sydney 2000: Bronze, Windsurfen Frauen
- Bruce Kendall – Segeln (1-0-1)
Los Angeles 1984: Bronze, Windsurfen Männer
Seoul 1988: Gold, Windsurfen Männer
- Hamish Kerr – Leichtathletik (1-0-0)
Paris 2024: Gold, Hochsprung Männer
- George Keys – Rudern (0-0-1)
Seoul 1988: Bronze, Vierer mit Steuermann
- Tyla King – Rugby (1-0-0)
Paris 2024: Gold, Frauen
- Paul Kingsman – Schwimmen (0-0-1)
Seoul 1988: Bronze, 200 m Rücken Männer
- Shaun Kirkham – Rudern (1-0-0)
Tokio 2020: Gold, Achter Männer
- Andrew Knewstubb – Rugby (0-1-0)
Tokio 2020: Silber, Männer
- Margaret Knighton – Reiten (0-0-1)
Seoul 1988: Bronze, Vielseitigkeit Team
- Lydia Ko – Golf (1–1–1)
Rio de Janeiro 2016: Silber, Frauen
Tokio 2020: Bronze, Frauen
Paris 2024: Gold, Frauen

### L
- Victoria Latta – Reiten (0-1-1)
Barcelona 1992: Silber, Vielseitigkeit Team
Atlanta 1996: Bronze, Vielseitigkeit Team
- Kevin Lawton – Rudern (0-0-1)
Los Angeles 1984: Gold, Vierer mit Steuermann
- Danyon Loader – Schwimmen (2-1-0)
Barcelona 1992: Silber, 200 m Schmetterling Männer
Atlanta 1996: Gold, 200 m Freistil Männer
Atlanta 1996: Gold, 400 m Freistil
- Jack Lovelock – Leichtathletik (1-0-0)
Berlin 1936: Gold, 1500 m Männer

### M
- Barrie Mabbott – Rudern (0-0-1)
Los Angeles 1984: Gold, Vierer mit Steuermann
- Matt Macdonald – Rudern (1-1-0)
Tokio 2020: Gold, Achter Männer
Paris 2024: Silber, Vierer ohne Steuermann
- Paul MacDonald – Kanu (3-1-1)
Los Angeles 1984: Gold, Zweier-Kajak 500 m Männer
Los Angeles 1984: Gold, Vierer-Kajak 1000 m Männer
Seoul 1988: Bronze, Einer-Kajak 500 m Männer
Seoul 1988: Gold, Zweier-Kajak 500 m Männer
Seoul 1988: Silber, Zweier-Kajak 1000 m Männer
- Tom Mackintosh – Rudern (1-0-0)
Tokio 2020: Gold, Achter Männer
- Oliver Maclean – Rudern (0-1-0)
Paris 2024: Silber, Vierer ohne Steuermann
- Barry Magee – Leichtathletik (0-0-1)
Rom 1960: Bronze, Marathon Männer
- Barry Maister – Hockey (1-0-0)
Montreal 1976: Gold, Männer
- Selwyn Maister – Hockey (1-0-0)
Montreal 1976: Gold, Männer
- Alex Maloney – Segeln (0-1-0)
Rio de Janeiro 2016: Silber, 49er FX Frauen
- Peter Mander – Segeln (1-0-0)
Melbourne 1956: Gold, Sharpie Männer
- Trevor Manning – Hockey (1-0-0)
Montreal 1976: Gold, Männer
- Huriana Manuel – Rugby (0–1–0)
Rio de Janeiro 2016: Silber, Frauen
- Kayla McAlister – Rugby (0–1–0)
Rio de Janeiro 2016: Silber, Frauen
- Eliza McCartney – Leichtathletik (0–0–1)
Rio de Janeiro 2016: Bronze, Stabhochsprung Frauen
- Ngarohi McGarvey-Black – Rugby (0-1-0)
Tokio 2020: Silber, Männer
- Isaac McHardie – Segeln (0-1-0)
Paris 2024: Silber, 49er Männer
- Aaron McIntosh – Segeln (0-0-1)
Sydney 2000: Bronze, Windsurfen Männer
- Alan McIntyre – Hockey (1-0-0)
Montreal 1976: Gold, Männer
- William McKenzie – Segeln (0-1-0)
Paris 2024: Silber, 49er Männer
- Alexander McLean – Rudern (0-0-1)
Montreal 1976: Bronze, Achter Männer
- Molly Meech – Segeln (0-1-0)
Rio de Janeiro 2016: Silber, 49er FX Frauen
- Sam Meech – Segeln (0-0-1)
Rio de Janeiro 2016: Silber, Laser Männer
- Tim Mikkelson – Rugby (0-1-0)
Tokio 2020: Silber, Männer
- Jorja Miller – Rugby (1-0-0)
Paris 2024: Gold, Frauen
- Noel Mills – Rudern (0-1-0)
München 1972: Silber, Vierer ohne Steuermann
- Ethan Mitchell – Radsport (0-1-0)
Rio de Janeiro 2016: Silber, Teamsprint Männer
- Sione Molia – Rugby (0-1-0)
Tokio 2020: Silber, Männer
- Lorraine Moller – Leichtathletik (0-0-1)
Barcelona 1992: Bronze, Marathon Frauen
- Craig Monk – Segeln (0-0-1)
Barcelona 1992: Bronze, Finn Dinghy Männer
- Ted Morgan – Boxen (1-0-0)
Amsterdam 1928: Gold, Weltergewicht Männer
- Anthony Mosse – Schwimmen (0-0-1)
Seoul 1988: Bronze, 200 m Schmetterling Männer
- Eric Murray – Rudern (2-0-0)
London 2012: Gold, Zweier ohne Steuermann
Rio de Janeiro 2016: Gold, Zweier ohne Steuermann
- Thomas Murray – Rudern (1-2-0)
Tokio 2020: Gold, Achter Männer
Paris 2024: Silber, Vierer ohne Steuermann

### N
- Etene Nanai-Seturo – Rugby (0-1-0)
Tokio 2020: Silber, Männer
- Tyla Nathan-Wong – Rugby (1-1-0)
Rio de Janeiro 2016: Silber, Frauen
Tokio 2020: Gold, Frauen
- Tone Ng Shiu – Rugby (0-1-0)
Tokio 2020: Silber, Männer
- Andrew Nicholson – Reiten (0-1-2)
Barcelona 1992: Silber, Vielseitigkeit Team
Atlanta 1996: Bronze, Vielseitigkeit Team
London 2012: Bronze, Vielseitigkeit Team
- Amanaki Nicole – Rugby (0-1-0)
Tokio 2020: Silber, Männer
- Manaia Nuku – Rugby (1-0-0)
Paris 2024: Gold, Frauen
- David Nyika – Boxen (0-0-1)
Tokio 2020: Bronze, Schwergewicht Männer

### O
- Shane O’Brien – Rudern (1-0-0)
Los Angeles 1984: Gold, Vierer ohne Steuermann
- Les O’Connell – Rudern (1-0-0)
Los Angeles 1984: Gold, Vierer ohne Steuermann
- Hannah Osborne – Rudern (0-1-0)
Tokio 2020: Silber, Doppelzweier Frauen

### P
- Jonathan Paget – Reiten (0–0–1)
London 2012: Bronze, Vielseitigkeit Team
- Arthur Parkin – Hockey (1-0-0)
Montreal 1976: Gold, Männer
- Ramesh Patel – Hockey (1-0-0)
Montreal 1976: Gold, Männer
- Mohan Patel – Hockey (1-0-0)

- Montreal 1976: Gold, Männer
- Mahina Paul – Rugby (1-0-0)
Paris 2024: Gold, Frauen
- Nicola Payne – Rudern (0-0-1)
Seoul 1988: Bronze, Zweier ohne Steuerfrau
- Helmer Pedersen – Segeln (1-0-0)
Tokio 1964: Gold, Flying Dutchman Männer
- Rebecca Petch – Radsport (0-1-0)
Paris 2024: Silber, Teamsprint Frauen
- Arthur Porritt – Leichtathletik (0-0-1)
Paris 1924: Bronze, 100 m Männer
- Nico Porteous – Freestyle-Skiing (1-0-1)
Pyeongchang 2018: Bronze, Halfpipe Männer
Peking 2022: Gold, Halfpipe Männer
- Tinks Pottinger – Reiten (0-0-1)
Seoul 1988: Bronze, Vielseitigkeit Team
- Risealeaana Pouri-Lane – Rugby (2-0-0)
Tokio 2020: Gold, Frauen
Paris 2024: Gold, Frauen
- Caroline Powell – Reiten (0–0–1)
London 2012: Bronze, Vielseitigkeit Team
- Olivia Powrie – Segeln (1–1–0)
London 2012: Gold, 470er Frauen
Rio de Janeiro 2016: Silber, 470er Frauen
- Grace Prendergast – Rudern (1-1-0)
Tokio 2020: Gold, Zweier ohne Steuerfrau
Tokio 2020: Silber, Achter Frauen

### Q
- Dick Quax – Leichtathletik (0-1-0)
Montreal 1976: Silber, 5000 m Männer

### R
- Norman Read – Leichtathletik (1-0-0)
Melbourne 1956: Gold, 50 km Gehen Männer
- Caitlin Regal – Kanu (1-0-0)
Tokio 2020: Gold, Zweier-Kajak 500 m Frauen
- Jonelle Richards – Reiten (0–0–1)
London 2012: Bronze, Vielseitigkeit Team
- Conrad Robertson – Rudern (1-0-0)
Los Angeles 1984: Gold, Vierer ohne Steuermann
- Gary Robertson – Rudern (1-0-0)
München 1972: Gold, Achter Männer
- David Rodger – Rudern (0-0-1)
Montreal 1976: Bronze, Achter Männer
- Natalie Rooney – Schießen (0-1-0)
Rio de Janeiro 2016: Silber, Trap Frauen
- Beth Ross – Rudern (0-1-0)
Tokio 2020: Silber, Achter Frauen
- Hayden Roulston – Radsport (0-1-1)
Peking 2008: Silber, Einerverfolgung Männer
Peking 2008: Bronze, Teamverfolgung Männer
- Marc Ryan – Radsport (0-0-2)
Peking 2008: Bronze, Teamverfolgung Männer
London 2012: Bronze, Teamverfolgung Männer
- Mike Ryan – Leichtathletik (0-0-1)
Mexiko-Stadt 1968: Bronze, Marathon Männer

### S
- Zoi Sadowski-Synnott – Snowboard (1-1-1)
Pyeongchang 2018: Bronze, Big Air Frauen
Peking 2022: Gold, Slopestyle Frauen
Peking 2022: Silber, Big Air Frauen
- Alena Saili – Rugby (2-0-0)
Tokio 2020: Gold, Frauen
Paris 2024: Gold, Frauen
- Dylan Schmidt – Trampolinturnen (0-0-1)
Tokio 2020: Bronze, Männer
- Rebecca Scown – Rudern (0-1-1)
London 2012: Bronze, Zweier ohne Steuerfrau
Rio de Janeiro 2016: Silber, Zweier ohne Steuerfrau
- Rex Sellers – Segeln (1-1-0)
Los Angeles 1984: Gold, Tornado Männer
Seoul 1988: Silber, Tornado
- Jesse Sergent – Radsport (0-0-2)
Peking 2008: Bronze, Teamverfolgung Männer
London 2012: Bronze, Teamverfolgung Männer
- Janet Shearer – Segeln (0-1-0)
Barcelona 1992: Silber, 470er Frauen
- Emily Shearman – Radsport (0-1-0)
Paris 2024: Silber, Teamverfolgung Frauen
- Caleb Shepherd – Rudern (0-1-0)
Tokio 2020: Silber, Achter Frauen
- Nicole Shields – Radsport (0-1-0)
Paris 2024: Silber, Teamverfolgung Frauen
- Peter Snell – Leichtathletik (3-0-0)
Rom 1960: Gold, 800 m Männer
Tokio 1964: Gold, 800 m Männer
Tokio 1964: Gold, 1500 m Männer
- Lucy Spoors – Rudern (1-1-0)
Tokio 2020: Silber, Achter Frauen
Paris 2024: Gold, Doppelzweier Frauen
- Phoebe Spoors – Rudern (0-0-1)
Paris 2024: Bronze, Vierer ohne Steuerfrau
- Campbell Stewart – Radsport (0-1-0)
Tokio 2020: Silber, Omnium Männer
- Jean Stewart – Schwimmen (0-0-1)
Helsinki 1952: Bronze, 100 m Rücken Frauen
- Cyril Stiles – Rudern (0-1-0)
Los Angeles 1932: Silber, Zweier ohne Steuermann
- Dudley Storey – Rudern (1-1-0)
Mexiko-Stadt 1968: Gold, Vierer mit Steuermann
München 1972: Silber, Vierer ohne Steuermann
- Joseph Sullivan – Rudern (1-0-0)
London 2012: Gold, Doppelzweier Frauen
- Ivan Sutherland – Rudern (0-0-1)
Montreal 1976: Bronze, Achter Männer
- Don Symon – Rudern (0-0-1)
Los Angeles 1984: Gold, Vierer mit Steuermann

### T
- Blyth Tait – Reiten (1-1-2)
Barcelona 1992: Silber, Vielseitigkeit Team
Barcelona 1992: Bronze, Vielseitigkeit Einzel
Atlanta 1996: Gold, Vielseitigkeit Einzel
Atlanta 1996: Bronze, Vielseitigkeit Team
- Peter Taylor – Rudern (0-0-1)
London 2012: Bronze, Leichtgewichts-Doppelzweier Männer
- Terina Te Tamaki – Rugby (0–1–0)
Rio de Janeiro 2016: Silber, Frauen
- Alan Thompson – Kanu (2-0-0)
Los Angeles 1984: Gold, Einer-Kajak 1000 m Männer
Los Angeles 1984: Gold, Vierer-Kajak 1000 m Männer
- Frederick Thompson – Rudern (0-1-0)
Los Angeles 1932: Silber, Zweier ohne Steuermann
- Chris Timms – Segeln (1-1-0)
Los Angeles 1984: Gold, Tornado Männer
Seoul 1988: Silber, Tornado
- Mark Todd – Reiten (2-1-3)
Los Angeles 1984: Gold, Vielseitigkeit Einzel
Seoul 1988: Gold, Vielseitigkeit Einzel
Seoul 1988: Bronze, Vielseitigkeit Team
Barcelona 1992: Silber, Vielseitigkeit Team
Sydney 2000: Bronze, Vielseitigkeit Einzel
London 2012: Bronze, Vielseitigkeit Team
- Ross Tong – Rudern (0-0-1)
Los Angeles 1984: Bronze, Vierer mit Steuermann
- Richard Tonks – Rudern (0-1-0)
München 1972: Silber, Vierer ohne Steuermann
- Keith Trask – Rudern (1-0-0)
Los Angeles 1984: Gold, Vierer ohne Steuermann
- David Tua – Boxen (0-0-1)
Barcelona 1992: Bronze, Schwergewicht Männer
- Ruby Tui – Rugby (1-1-0)
Rio de Janeiro 2016: Silber, Frauen
Tokio 2020: Gold, Frauen
- Blair Tuke – Segeln (1–2–0)
London 2012: Silber, 49er Männer
Rio de Janeiro 2016: Gold, 49er Männer
Tokio 2020: Silber, 49er Männer
- Nathan Twaddle – Rudern (0-0-1)
Peking 2008: Bronze, Zweier ohne Steuermann
- Emma Twigg – Rudern (1-1-0)
Tokio 2020: Gold, Einer Frauen
Paris 2024: Silber, 49erFX Frauen

### U
- Logan Ullrich – Rudern (0-1-0)
Paris 2024: Silber, Vierer ohne Steuermann
- Sarah Ulmer – Radsport (1-0-0)
Athen 2004: Gold, 3000 m Einerverfolgung Frauen
- Storm Uru – Rudern (0-0-1)
London 2012: Bronze, Leichtgewichts-Doppelzweier Männer

### V
- Tara Vaughan – Kanuslalom (1-0-0)
Paris 2024: Gold, Vierer-Kajak 500 m Frauen
- Wybo Veldman – Rudern (1-0-0)
München 1972: Bronze, Achter Männer
- Simon van Velthooven – Radsport (0–0–1)
London 2012: Bronze, Keirin Männer
- Michael Venus – Tennis (0-0-1)
Tokio 2020: Bronze, Doppel Männer
- Eric Verdonk – Rudern (0-0-1)
Seoul 1988: Bronze, Einer Männer

### W
- Stacey Waaka – Rugby (2-0-0)
Tokio 2020: Gold, Frauen
Paris 2024: Gold, Frauen
- Rob Waddell – Rudern (1-0-0)
Sydney 2000: Gold, Einer Männer
- Davina Waddy – Rudern (0-0-1)
Paris 2024: Bronze, Vierer ohne Steuerfrau
- John Walker – Leichtathletik (1-0-0)
Montreal 1976: Gold, 1500 m Männer
- Sarah Walker – Radsport (0–1–0)
London 2012: Silber, BMX-Rennen Frauen
- Tomas Walsh – Leichtathletik (0-0-2)
Rio de Janeiro 2016: Bronze, Kugelstoßen Männer
Tokio 2020: Bronze, Kugelstoßen Männer
- William Warbrick – Rugby (0-1-0)
Tokio 2020: Silber, Männer
- Regan Ware – Rugby (0-1-0)
Tokio 2020: Silber, Männer
- Joe Webber – Rugby (0-1-0)
Tokio 2020: Silber, Männer
- Sam Webster – Radsport (0-1-0)
Rio de Janeiro 2016: Silber, Teamsprint Männer
- Earle Wells – Segeln (1-0-0)
Tokio 1964: Gold, Flying Dutchman Männer
- Maddison-Lee Wesche – Leichtathletik (0-1-0)
Paris 2024: Silber, Kugelstoßen Frauen
- Christopher White – Rudern (0-0-1)
Seoul 1988: Bronze, Vierer mit Steuermann
- Hayden Wilde – Triathlon (0-1-1)
Tokio 2020: Bronze, Einzel Männer
Paris 2024: Silber, Einzel Männer
- Micah Wilkinson – Segeln (0-0-1)
Paris 2024: Bronze, Nacra 17 Mixed
- Niall Williams – Rugby (0–1–0)
Rio de Janeiro 2016: Silber, Frauen
- Yvette Williams – Leichtathletik (1-0-0)
Helsinki 1952: Gold, Weitsprung Frauen
- Dan Williamson – Rudern (1-0-0)
Tokio 2020: Gold, Achter Männer
- Nick Willis – Leichtathletik (0-1-1)
Peking 2008: Silber, 1500 m Männer
Rio de Janeiro 2016: Bronze, 1500 m Männer
- Leslie Wilson – Hockey (1-0-0)
Montreal 1976: Gold, Männer
- Lindsay Wilson – Rudern (1-0-1)
München 1972: Gold, Achter Männer
Montreal 1976: Bronze, Achter Männer
- Phillip Wilson – Rudern (1-0-0)
Tokio 2020: Gold, Achter Männer
- Ally Wollaston – Radsport (0-1-1)
Paris 2024: Silber, Teamverfolgung Frauen
Paris 2024: Bronze, Omnium, Frauen
- Portia Woodman-Wickliffe – Rugby (2-1-0)
Rio de Janeiro 2016: Silber, Frauen
Tokio 2020: Gold, Frauen
Paris 2024: Gold, Frauen
- Ian Wright – Rudern (0-0-1)
Seoul 1988: Bronze, Vierer mit Steuermann

### Für die MannschaftAustralasien
(nicht im Medaillenspiegel aufgeführt)
- Harry Kerr – Leichtathletik (0-0-1)
London 1908: Bronze, 3500 m Gehen
- Anthony Wilding – Tennis (0-0-1)
Stockholm 1912: Bronze, Männereinzel (Halle)